# Weszelszky Gyula
Weszelszky Gyula, névváltozata: Veszelszky (Szlatina, Verőce vármegye, 1872. május 10. – Budapest, 1940. június 20.) kémikus, gyógyszerész, radiológus, a radioaktív sugárzás gyógyhatásának kutatója, a budapesti hévizek eredetének, összetételének elemzője, leírója.

## Életpályája
Klema Anna törvénytelen gyermekeként született. Veszelszky Ferenc örökbe fogadta. A középiskola első hat osztályának elvégzése után a pécsi Gőbel-féle gyógyszertárban volt gyakornok. A pécsi ciszterci gimnáziumban érettségizett, majd 1893-ban a Budapesti Tudományegyetemre iratkozott be, ahol 1895-ben gyógyszerészmesteri oklevelet kapott, majd Lengyel Béla mellett a II. számú kémiai intézetben tanársegédként, utóbb adjunktusként működött. 1898-ban, miután bölcsészdoktori oklevelet is szerzett, a Magyar Gyógyszerész Egylet meghívta gyógyszerészgyakornoki tanfolyama előadójának. 1907-től 1937-ig a tanfolyam vezetője volt. 1912-ben anorganikus kémiából egyetemi magántanárrá képesítették, 1918-ban az egyetem radiológiai intézetének vezetésével bízták meg.
Kutatásainak nagy része a radioaktivitás körébe tartozik. 1911-ben emanációmérő módszerével a forrásvizek radioaktivitását mérte. Fizikai és kémiai módszerekkel vizsgálta a vizek összetételét és alkotóelemeinek gyógyhatását. Mint a Magyarhoni Földtani Társulat hidrológiai szakosztályának elnöke, a budapesti hévizek juvenilis eredetének egyik legnagyobb hirdetője volt.
Tagja volt a Révai nagy lexikona szerkesztőbizottságának.
Sírját a budapesti Farkasréti temetőben felszámolták.

### Családja
Első felesége Hlavacsek Erzsébet (1882–1912) volt, akitől két fia született: Béla (1905–1977) és László (1906–1954). Második házastársa Széll Jolán (1880–1957) volt.

## Művei
- A keszthelyi Hévíz tó termékeinek chemiai vizsgálata, Budapest, 1911
- A budapesti hévvizek radioaktivitásáról és eredetéről, Budapest, 1912
- A rádióaktivitás, a Magyar Chemiai Folyóirat XXIII. évfolyamának melléklete, Királyi Magyar Természettudományi Társulat, Budapest, 1917. REAL-EOD
- Chemia, Gyógyszerész tankönyv, Budapest, 1917
- A rádium és az atomelmélet, Szent István Könyvek 30., Szent István Társulat, Budapest, 1925.
- A juvenilis vizekről, Budapest, 1927
- A balatonfüredi szénsavas forrásvizek radioaktivításáról, Hidrológiai Közlöny, 1931/1.